# Іван Степанов
Іван Степанов (Степанів) (1880, с. Мала Перещепина Костянтиноградського повіту Харківської губернії, нині — Новосанжарського району Полтавської області — рік і місце смерті невідомі) — історик, педагог, який спричинився до відродження національного шкільництва на Придніпров’ї. Жертва російського окупаційного терору. 

## Життєпис
Українець, син священнослужителя. Закінчив Харківський університет. Рух за створення самостійної Української держави розбудив у Степанова «націоналістичні почуття». Обирався головою Українського учительського товариства (зініційоване «Просвітою»), а в 1918—1919 — помічником губернського комісара у справах освіти на Катеринославщині та директором Української гімназії. Як директор 1-ї Української гімназії виступав 14 березня 1920 на Соборній площі біля тимчасового пам’ятника Т. Г. Шевченкові.
2 лютого 1920 на загальних річних зборах Українського учительського товариства в Січеславі Степанов обраний до складу ради товариства, яка збиралася в клубі «Рідна оселя» (Проспект, Художній театр). Проте над тоариством громадилися хмари. На об’єднаному засіданні губпарткому і міськпарткому УКП/б/ Катеринославщини 11 лютого 1920 розглядалася заява члена Українського учительського товариства про намір Губревкому розігнати це товариство нібито за його контрреволюційність, тоді як товариство аполітичне. 

«Засідання постановило розслідувати це діло і розглянути на другому черговому засіданню, і якщо виявиться контрреволюційність товариства, то стояти за його розпушення».

Так Українська комуністична партія (боротьбистів) намагалася захистити Українське учительське товариство в умовах розв’язаного комуністами терору. Проте й сама УКП знаходилася у надто непевному становищі, аби захистити Учительське товариство — дитя «націоналістичної» «Просвіти».
У 1922—1923 голодних роках Степанов перебував на посаді секретаря очолюваної Д. І. Яворницьким комісії, яка розподіляла серед українців допомогу закордонних емігрантських організацій. Проте допомога з Заходу надходила з трудом. Про це свідчить лист Михайла Грушевського до Кирила Студинського, писаний в Бадені 6 березня 1923:

«Відти (з Катеринослава) вчора прийшов лист, за підписами Яворницького і Степанова, пишуть, що ще в жовтні організували Колегії, але нічого не одержали».

У 1920-х Степанов — науковий співробітник науково-дослідної кафедри українознавства при Катеринославському інституті народної освіти (ІНО). Як зазначено у звіті кафедри про роботу в 1924, 

«Науковий співробітник І. С. Степанов працював над розробкою архівного матеріалу в місцевому губархіві, зробив опис його, розробляв документи з історії Гайдамаччини на території Новосербського корпусу, працював над матеріалами з історії Новоросії і Катеринославщини за даними Краевого музею».

У праці Н. Полонської-Василенко «Історична наука в Україні за радянської доби та доля істориків» (1962) подано деякі наукові статті Степанова — «Організація музейної роботи» (1925); «З наукової праці Катеринослава» (1926). 

### Арешт
Та ж авторка неточно подала рік його арешту як 1934. Насправді Степанов був заарештований 4 серпня 1937 у Дніпрі. На момент арешту викладав у технікумі фізкультури, мешкав по вул. Філософській, 25, був одружений, несудимий.
Степанов заявив під час слідства: 

«Будучи націоналістом, я розцінював політику радянської влади на Україні, як спрямовану на придушення культурних і національних інтересів українського народу і його ліквідацію, як самостійної нації. Я вважаю, що радянська влада проводить відносно українського народу великодержавну політику, відсуває все українське на задній план, затирає українців, поступово знищує українську культуру і проводить русифікацію України».

### Ув'язнення і посмертна реабілітація
Виїзною сесією військової колегії Верховного суду СРСР 17 вересня 1937 засуджений за статтями 20-54-8,54-11 КК УРСР до тюремного ув'язнення терміном на 10 років з обмеженням у правах на 5 років і конфіскацією майна. Він був визнаним винним у тому, що начебто був учасником контрреволюційної української націоналістичної організації, серед учителів проводив контрреволюційну агітацію. Подальша його доля невідома. Висновком прокуратури Дніпропетровської області від 3 січня 1996 реабілітований на підставі ст. 1 Закону України від 17 квітня 1991.